# Akashi-yaki

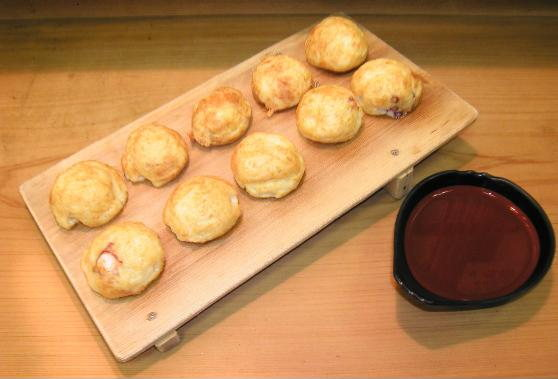
Akashi-yaki

Akashi-yaki (jap. 明石焼き) sind von Omelette-Teig umhüllte, gebackene oder frittierte Krakenarmteile. Sie sind eine Spezialität der japanischen Stadt Akashi westlich von Kōbe. In Akashi selbst wird dieses kleine Gericht bzw. der Nebengang Tamago-yaki (玉子焼き) genannt.
Akashi-yaki ähnelt Tako-yaki sehr, doch statt in pflaumengroße Teigkugeln werden die Krakenarmstückchen in Omelette-Kugeln eingelassen und auf einem Holzbrett serviert.
Anders als Takoyaki werden die sehr weichen Akashi-yaki-Stückchen nicht mit Sauce bestrichen oder garniert, sondern auf dem Weg zum Mund lediglich in Dashi getunkt, eine Art klare Brühe mit wenig Eigengeschmack.
Zum Straßenverkauf eignet sich Akashi-yaki wegen seiner Konsistenz weniger als der verbreitetere Verwandte Tako-yaki. Akashi-yaki wird hauptsächlich in Restaurants in Akashi und Kōbe sowie in Familien in Akashi zubereitet. Entsprechend genießt Akashi-yaki – dort, wo es bekannt ist – ein höheres Ansehen und wird als exquisit betrachtet.